# Nemzeti Bajnokság I 2010-2011
La Nemzeti Bajnokság I 2010-2011, conosciuta anche come NB I, è la 110ª edizione della massima serie ungherese di calcio. Per motivi di sponsor, il campionato viene ufficialmente chiamato Monicomp Liga.
Il campionato è iniziato il 30 luglio 2010 ed è terminato il 27 maggio 2011. Il Videoton ha conquistato il primo titolo della sua storia.

## Novità
Il Nyíregyháza Spartacus e il Diósgyőri VTK conclusero la stagione precedente rispettivamente al penultimo e all'ultimo posto in classifica, pertanto vennero retrocesse nella NB II (la seconda divisione del calcio ungherese) dopo 3 e 6 anni di permanenza nella massima serie.
Promosse dalla NB II sono il Szolnoki MÁV e il BFC Siófok. Il Siófok ritorna così nella massima serie dopo un solo anno di assenza mentre il Szolnoki mette fine a un periodo di 62 anni di assenza dalla NB I.

## Squadre partecipanti
- Debrecen (C)
- Ferencváros
- Győri ETO
- Haladás
- Honvéd
- Lombard Pápa
- Kaposvár
- Kecskemét

- MTK Budapest
- Paks
- Siófok
- Szolnok
- Újpest
- Vasas
- Videoton
- Zalaegerszeg

## Classifica
|                     |     | Classifica 2010-2011 | Pt | G  | V  | N  | P  | GF | GS | DR  |
| ------------------- | --- | -------------------- | -- | -- | -- | -- | -- | -- | -- | --- |
| Ungheria (bandiera) | 1.  | Videoton             | 61 | 30 | 18 | 7  | 5  | 59 | 29 | +30 |
|                     | 2.  | Paks                 | 56 | 30 | 17 | 5  | 8  | 54 | 37 | +17 |
|                     | 3.  | Ferencváros          | 50 | 30 | 15 | 5  | 10 | 50 | 43 | +7  |
|                     | 4.  | Zalaegerszeg         | 48 | 30 | 14 | 6  | 10 | 51 | 47 | +4  |
|                     | 5.  | Debrecen             | 46 | 30 | 12 | 10 | 8  | 53 | 43 | +10 |
|                     | 6.  | Újpest               | 45 | 30 | 13 | 6  | 11 | 50 | 38 | +12 |
|                     | 7.  | Kaposvár             | 43 | 30 | 13 | 4  | 13 | 41 | 42 | -1  |
|                     | 8.  | Haladás              | 41 | 30 | 11 | 8  | 11 | 42 | 36 | +6  |
|                     | 9.  | Győri ETO            | 41 | 30 | 10 | 11 | 9  | 40 | 35 | +5  |
|                     | 10. | Honvéd               | 40 | 30 | 11 | 7  | 12 | 36 | 39 | -3  |
|                     | 11. | Vasas                | 40 | 30 | 11 | 7  | 12 | 34 | 46 | -12 |
|                     | 12. | Kecskemét            | 36 | 30 | 11 | 3  | 16 | 51 | 56 | -5  |
|                     | 13. | Lombard Pápa         | 35 | 30 | 10 | 5  | 15 | 39 | 52 | -13 |
|                     | 14. | Siófok               | 34 | 30 | 8  | 10 | 12 | 29 | 41 | -12 |
|                     | 15. | MTK Budapest         | 30 | 30 | 8  | 6  | 16 | 35 | 49 | -14 |
|                     | 16. | Szolnok              | 21 | 30 | 5  | 6  | 19 | 26 | 56 | -30 |

## Verdetti
- Campione d'Ungheria:  Videoton
- In UEFA Champions League 2011-2012:  Videoton (al secondo turno preliminare)
- In UEFA Europa League 2011-2012:  Kecskemét (al secondo turno preliminare),  Paks,  Ferencváros (al primo turno preliminare)

## Record
- Maggior numero di vittorie:  Videoton (18)
- Minor numero di sconfitte:  Videoton (5)
- Miglior attacco:  Videoton (59 gol fatti)
- Miglior difesa:  Videoton (29 gol subiti)
- Miglior differenza reti:  Videoton (+30)
- Maggior numero di pareggi:  Győri ETO (11)
- Minor numero di pareggi:  Kecskemét (3)
- Minor numero di vittorie:  Szolnok (5)
- Maggior numero di sconfitte:  Szolnok (19)
- Peggior attacco:  Szolnok (26 gol fatti)
- Peggior difesa:  Kecskemét e  Szolnok (56 gol subiti)
- Peggior differenza reti:  Szolnok (-30)

## Classifica marcatori
| Calciatore        | Gol | Squadra      |
| ----------------- | --- | ------------ |
| André Alves       | 24  | Videoton     |
| André Schembri    | 16  | Ferencváros  |
| Dániel Böde       | 15  | Paks         |
| Adamo Coulibaly   | 14  | Debrecen     |
| Lóránt Oláh       | 13  | Kaposvár     |
| Attila Tököli     | 13  | Kecskemét    |
| Patrick Tischler  | 12  | MTK Budapest |
| Goran Marić       | 11  | Lombard Pápa |
| Krisztián Kenesei | 11  | Haladás      |
| István Ferenczi   | 11  | Vasas        |